# 若望·马丁·施莱尔

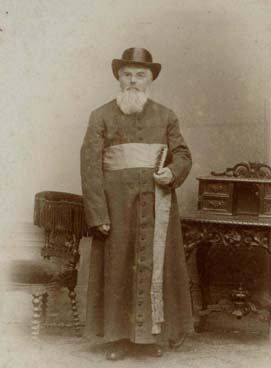
若望·馬丁·施萊爾

若望·馬丁·施萊爾（德語：Johann Martin Schleyer，發音：[ˈjoːhan ˈmaʁtiːn ˈʃlaɪɐ]；1831年7月18日—1912年8月16日），德國天主教司鐸，沃拉普克語的創造者。

## 生平
他生於巴登上劳达。根據他當時的報告，建立沃拉普克語的構思來自於與堂區人士的對話。因為美國郵局不能辨認那位人士的筆跡，所以不能利用書信與他移民到美國的兒子聯絡。
1856年他領受鐸品成為司鐸。1867年到1875年他擔任鄰近梅斯基希克伦巴赫（Krumbach）的主任司鐸。最後在一場文化鬥爭（Kulturkampf）中，因為他的傳道與社會主義牴觸而被判入監牢4個月。
1875年到1885年，他擔任了康斯坦茨聖伯多祿與聖保祿堂區的主任司鐸。後來他寫道那是他人生中最快樂的七個年頭。
當時他擔任了雜誌Sionsharfe的編輯，主要投身於天主教詩詞。1879年5月他在這份雜誌發表沃拉普克語。後來到了1880年更出版完整的書本。沃拉普克語迅速擴散，並且整個歐洲都出現了相關的的學會。1885年後，施萊爾因病而退休，但仍然持續沃拉普克語的運動直至該語言崩解了數年。
1894年，他被天主教教宗良十三世任命為宗座教長。